# Karl-Heinz Förster
Karlheinz Förster est un footballeur allemand né le 25 juillet 1958 à Mosbach. 
Il est le frère cadet de Bernd Förster. Il a assuré sa reconversion dans le milieu des agents de joueurs.

## Biographie

### Joueur
Pièce maîtresse de la défense de l'équipe nationale d'Allemagne de 1978 à 1986, ce stoppeur est impitoyable sur l'homme, excellent tacleur et ne relâche jamais son marquage de l'attaquant adverse.
Malgré une taille moyenne (1,78 m), il possède un jeu de tête remarquable grâce à un timing et une détente verticale au-dessus de la moyenne. Son grand professionnalisme fait de lui un modèle pour ses coéquipiers.
Après être resté fidèle au VfB Stuttgart pendant près d'une décennie, avec qui il remporte notamment le championnat d'Allemagne en 1984, il rejoint l'Olympique de Marseille de Bernard Tapie en 1986, pour un transfert estimé à 3,5 M de Deutsche Mark. En 1989, il est naturalisé français.

### Reconversion
À l'issue de sa carrière, il s'oriente vers la profession d'agent de joueurs. Il fait partie de l'agence T21plus Sportsmanagement  aux côtés, notamment, de l'ancien international allemand, Jens Jeremies. Les joueurs les plus connus de son agence sont Gérard Piqué (FC Barcelone), Ander Herrera (Paris Saint-Germain), Sebastian Rudy (Hoffenheim), Martin Harnik (VfB Stuttgart) ou encore Aaron Hunt (Werder Brême) .

## Carrière
- Formé au Waldhof Mannheim  Allemagne
- 1977-1986 : VfB Stuttgart  Allemagne
- 1986-1990 : Olympique de Marseille  France[4]

## Palmarès

### En club
- Champion d'Allemagne en 1984 avec le VfB Stuttgart
- Champion de France en 1989 et en 1990 avec l'Olympique de Marseille
- Vainqueur de la Coupe de France en 1989 avec l'Olympique de Marseille
- Vice-champion d'Allemagne en 1979 avec le VfB Stuttgart
- Vice-champion de France en 1987 avec l'Olympique de Marseille
- Finaliste de la Coupe d'Allemagne en 1986 avec le VfB Stuttgart
- Finaliste de la Coupe de France en 1987 avec l'Olympique de Marseille

### EnÉquipe de RFA
- 81 sélections et 2 buts entre 1978 et 1986
- Champion d'Europe des Nations en 1980
- Participation au Championnat d'Europe des Nations en 1980 (Vainqueur) et en 1984 (Premier Tour)
- Participation à la Coupe du Monde en 1982 (Finaliste) et en 1986 (Finaliste)

### Distinction individuelle
- Élu footballeur allemand de l'année en 1982